# Nya Zeelands herrlandslag i rugby union
Nya Zeelands herrlandslag i rugby union kallas All Blacks och är Nya Zeelands rugbylandslag. Landslaget är rankat etta (2017) i världen och det enda landslag som har plusstatistik mot samtliga lag de mött. 1987 vann All blacks den första VM-turneringen i rugby och 2011 vann laget VM för andra gången. Vid VM 2015 försvarade de sin titel och blev världsmästare för tredje gången. 
Landslaget deltar varje år i södra halvklotets Rugby Championship tillsammans med Australien, Sydafrika och Argentina. De spelar även regelbundna testmatcher mot Europeiska landslag som England och Frankrike.

## Historia
1888 turnerade landslaget i Storbritannien och var då iförda helsvarta dräkter med en silverormbunke på bröstet. De kallades allmänt Blacks och var föregångare till det första All Black-lag som besegrade brittiska lag 1905. Sedan dess har nyzeeländska rugbylandslaget alltid uppträtt i svarta dräkter.
1976 blev laget föremål för mycket debatt när man gjorde en turné i Sydafrika, trots att landet var isolerat i sportsammanhang p.g.a. sin apartheidpolitik. Turnén blev sedan en förevändning för flera afrikanska stater att bojkotta OS i Montréal.
Svart klädsel har de flesta nyzeeländska idrottare i olika landslagssammanhang. De flesta nyzeeländska landslag har namn som är varianter på All Blacks-temat. Landets basketlandslag kallas till exempel för Tall Blacks, fotbollslandslaget All Whites, och cricketlandslaget Black Caps.

## All Blacks i VM
All Blacks vann det första världsmästerskapet 1987 och nådde minst därefter semifinal varje mästerskap fram till 2007 då laget förlorade mot Frankrike i kvartsfinalen. Laget tog sin andra världsmästartitel 2011 och försvarade titeln 2015. 2019 nåddes endast en tredjeplats.
All Blacks i Rugby World Cup (VM).
- 1987 - världsmästare.
- 1991 - trea.
- 1995 - tvåa.
- 1999 - fyra.
- 2003 - trea.
- 2007 - kvartsfinal.
- 2011 - världsmästare.
- 2015 - världsmästare.
- 2019 - trea.

### Fotnoter
1. ↑  ”Rugby International”. http://www.rugbyinternational.net/countries/new-zealand.htm. Läst 26 augusti 2011.[död länk]
2. ↑  "Nya Zeeland försvarade rugbytitel". Läst 31 oktober 2015.
3. ↑  ”2019 Rugby World Cup tournament results” (på brittisk engelska). BBC Sport. https://www.bbc.co.uk/sport/rugby-union/49539605. Läst 10 augusti 2021.